# Suite voor variété-orkest
Suite voor variété-orkest is een verzameling van korte composities van de Russische componist Dmitri Sjostakovitsj.

## Geschiedenis
De stukjes muziek zijn waarschijnlijk verzameld voor Atovmian, iemand die zich vaker bemoeide met de muziek van deze componist. De totale compositie is per abuis lange tijd aangezien voor de Suite voor jazzorkest nr. 2 van Sjostakovitsj. In 1998 werden echter de partituurschetsen van dat werk teruggevonden. Hiermee kreeg de Suite voor variétéorkest zijn huidige naam.
Het werk bestaat uit acht dansen:
1. Mars
2. Dans nr. 1
3. Dans nr. 2
4. Kleine polka
5. Lyrische wals
6. Wals nr. 1
7. Wals nr. 2
8. Finale

De Wals nr. 2 uit deze compositie voor orkest is bij het "grote publiek" bekend geworden als losse compositie door de uitvoering van André Rieu. Het is aan hem te danken dat deze wals als compositie binnen de klassieke muziek voorkomt in de Top 2000  van Radio 2, een zender met vooral popmuziek.  
Wals nr. 2 is ook een belangrijk thema in Eyes Wide Shut, de laatste film van de Amerikaanse regisseur Stanley Kubrick.  

#### Evergreen Top 1000
| Evergreen Top 1000 "The Second Waltz" | Evergreen Top 1000 "The Second Waltz" | Evergreen Top 1000 "The Second Waltz" | Evergreen Top 1000 "The Second Waltz" | Evergreen Top 1000 "The Second Waltz" | Evergreen Top 1000 "The Second Waltz" | Evergreen Top 1000 "The Second Waltz" | Evergreen Top 1000 "The Second Waltz" | Evergreen Top 1000 "The Second Waltz" | Evergreen Top 1000 "The Second Waltz" | Evergreen Top 1000 "The Second Waltz" |
| Jaar                                  | 2008                                  | 2009                                  | 2010                                  | 2011                                  | 2012                                  | 2013                                  | 2014                                  | 2015                                  | 2016                                  | 2017                                  |
| ------------------------------------- | ------------------------------------- | ------------------------------------- | ------------------------------------- | ------------------------------------- | ------------------------------------- | ------------------------------------- | ------------------------------------- | ------------------------------------- | ------------------------------------- | ------------------------------------- |
| Positie                               | -                                     | -                                     | -                                     | -                                     | -                                     | -                                     | -                                     | -                                     | 438                                   | 390                                   |

### NPO Radio 2 Top 2000
| Nummer met noteringen in de NPO Radio 2 Top 2000 | '01  | '02  | '03  | '04  | '05 | '06  | '07 | '08 | '09  | '10  | '11  | '12  | '13  | '14  |
| ------------------------------------------------ | ---- | ---- | ---- | ---- | --- | ---- | --- | --- | ---- | ---- | ---- | ---- | ---- | ---- |
| The Second Waltz                                 | 1449 | 1221 | 1479 | 1009 | 884 | 1140 | 615 | 911 | 1190 | 1278 | 1736 | 1513 | 1985 | 1955 |

1. ↑  Een vetgedrukt getal geeft de hoogste notering aan.
2. ↑  2001 was het eerste jaar met een notering voor dit nummer.
3. ↑  Deze tabel is bijgewerkt tot en met de laatste editie (2024).